# Augustin Roguin
Daniel-Marc-Augustin Roguin (* 28. März 1768 in Yverdon-les-Bains; † 30. April 1827 ebenda) war ein Schweizer Kaufmann und Reeder.

## Leben

### Familie
Augustin Roguin  entstammte einer angesehenen Familie; sein Vater, Georges Augustin Roguin (* 19. Februar 1718 in Yverdon-les-Bains; † 11. Oktober 1788 ebenda), diente als Oberst in den Diensten des Königreichs Sardinien, während seine Mutter, Jeanne Marie (geb. d'Illens; * 1740; † 20. Oktober 1783), aus einer wohlhabenden und einflussreichen Familie stammte; er hatte noch drei Geschwister. Roguin hatte auch bedeutende Verwandte, darunter seinen Onkel Louis d'Illens sowie Jacob Berthout van Berchem.
Im Jahr 1805 heiratete er Catherine Louise (* 7. Oktober 1779 in Lyon; † 30. März 1845 in Emilia-Romagna), die Tochter des Kaufmanns François Abraham Cottier (1743–1787) aus Lyon; gemeinsam hatten sie vier Kinder, zu diesen gehörte unter anderem der Politiker Jules Roguin.  
Sein Enkel war der spätere Jurist und Hochschullehrer Ernest Roguin (* 27. Mai 1851 in Yverdon-les-Bains; † 5. Mai 1939 in Lausanne).

### Werdegang
Augustin Roguin begann seine berufliche Laufbahn 1786 als Kommis im Handelshaus seines Onkels, wo er wertvolle Erfahrungen im Geschäft mit Gütern und Handel sammeln konnte. Im Jahr 1791 wurde er Partner in dem Unternehmen D'Illens, van Berchem, Roguin und Cie. Im späten 18. Jahrhundert erlebte der Hafen von Marseille eine Phase intensiver wirtschaftlicher Entwicklung. Die Aufhebung des Monopols der Ostindien-Kompanie und der Ausbruch des amerikanischen Unabhängigkeitskriegs schufen neue Handelsmöglichkeiten. Schweizer Kaufleute, darunter die Mitglieder der Gesellschaft D'Illens, van Berchem, Roguin und Cie, investierten kapitalintensive Projekte, die sich über verschiedene Waren und Märkte erstreckten. Während der Sklavenhandel nur einen Teil ihrer Aktivitäten ausmachte, war er dennoch ein bedeutender Aspekt ihres Geschäftsmodells. Die Gesellschaft rüstete mehrere Schiffe aus, um Sklaven aus Mosambik und anderen Regionen zu transportieren, die dann in den französischen Kolonien verkauft wurden. Diese Geschäfte wurden oft mit anderen Waren kombiniert, die während der Reisen erworben wurden (siehe Atlantischer Dreieckshandel), was die vielfältigen Handelsstrategien der Gesellschaft unterstreicht.
Sein Engagement in der Marseiller Bürgerwehr als Leutnant im August 1789 führte zu seiner Verhaftung durch örtliche Jakobiner Ende 1793. Diese politische Verhaftung war ein gefährlicher Schritt in einer Zeit, in der die Französische Revolution die politischen Landschaften Europas tiefgreifend veränderte. Augustin Roguin konnte jedoch durch Interventionen bedeutender Persönlichkeiten wie Maximilien Robespierre und Amédée Emmanuel François Laharpe im Januar 1794 seine Freiheit wiedererlangen.
Nach seiner Freilassung ließ sich Augustin Roguin 1796 in Paris nieder. Dort gründete er 1797 die Firma Frossard, Duthon, Roguin et Cie, gemeinsam mit Partnern aus seiner Heimatstadt Yverdon. Diese Firma blühte auf und trug zu seinem wachsenden Vermögen bei. Bis 1804 hatte Roguin ein Vermögen von etwa 300.000 Franc angesammelt, zu dem auch Immobilien in Yverdon gehörten.
Nach seiner Rückkehr in die Schweiz engagierte sich Roguin in der lokalen Politik. Von 1815 bis 1827 war er Mitglied des Stadtrats von Yverdon, und in den Jahren 1815 bis 1824 bekleidete er das Amt des Bürgermeisters. In dieser Zeit spielte er eine wichtige Rolle bei der Wiederherstellung und dem Aufbau der Stadt nach den Unruhen der Revolutionsjahre.